# 德國國防軍陸軍第390戰地教導師
德國國防軍陸軍第390戰地教導師（德語：390. Feldausbildungs-Division）是納粹德國國防軍陸軍的一個步兵師。該師於1942年9月組建。
該師組建後，調往東線部署，用作訓練士兵。
該師最後於1944年4月改編為第390警備師。

## 註腳
1. ↑  Mitcham（2007年）